# Rybníčky (Otice)
Rybníčky, auch Provazovec (deutsch Lichtenstein) ist eine Grundsiedlungseinheit der Gemeinde Otice (Ottendorf) in Tschechien. Sie liegt viereinhalb Kilometer südlich des Stadtzentrums von Opava (Troppau) und gehört zum Okres Opava.

## Geographie
Die Häusergruppe befindet sich in der Opavská pahorkatina (Troppauer Bucht). Nördlich von Rybníčky fließt die Hvozdnice (Hoßnitz), südlich und östlich die Macalka. Am östlichen Ortsrand verlaufen die Bahnstrecke Opava–Hradec nad Moravicí und die Staatsstraße I/57 zwischen Opava und Hradec nad Moravicí (Grätz). 
Nachbarorte sind Předměstí (Grätzer Vorstadt) im Norden, Kylešovice (Gilschwitz) im Nordosten, Panský mlýn (Herrenmühle), Komárov (Komorau),  Suché Lazce (Sucholasetz) und Raduň (Radun) im Osten, Macalka (Mazalka), Vršovice (Wrschowitz) und Chvalíkovice (Chwalkowitz) im Südosten, Branka u Opavy (Branka) und Dolní Dvůr (Niederhof) im Süden, Štáblovice (Stablowitz) und Uhlířov (Köhlersdorf) im Südwesten, Dolní Životice (Schönstein), Hertice (Hertitz) und Jezdkovice (Jäschkowitz) im Westen sowie Slavkov (Schlakau) und Otice im Nordwesten.

## Geschichte
Die aus einer kurzen Häuserzeile bestehende Kolonie wurde um 1806 am Weg von Ottendorf nach Grätz auf den Fluren des Lehngutes Gilschwitz angelegt und nach den Grundherren, den Fürsten von Liechtenstein, mit Liechtenstein benannt. Später wandelte sich der Ortsname in Lichtenstein, die mährischsprachigen Bewohner nannten die Kolonie Rybníčky.
Nach der Aufhebung der Patrimonialherrschaften bildete Lichtenstein / Rybníčky ab 1849 eine Ansiedlung der Gemeinde Ottendorf / Otice im Gerichtsbezirk Troppau. Ab 1869 gehörte die Kolonie zum Bezirk Troppau. Nach dem Münchner Abkommen wurde die Häusergruppe im Herbst 1938 dem Deutschen Reich zugesprochen und gehörte bis 1945 zum Landkreis Troppau. Nach dem Ende des Zweiten Weltkrieges kam Rybníčky 1945 zur Tschechoslowakei zurück. Seit 2001 wird Rybníčky als Grundsiedlungseinheit von Otice geführt. Beim Zensus von 2011 lebten in Rybníčky 46 Personen. Volkstümlich wird die Siedlung auch Provazovec genannt.

## Ortsgliederung
Die Grundsiedlungseinheit Rybníčky ist Teil des Katastralbezirks Otice.

## Sehenswürdigkeiten
- Kapelle der hl. Dreifaltigkeit
- Steinernes Kreuz mit Corpus Christi, neben der Kapelle
- Steinernes Kreuz, im westlichen Teil der Siedlung